# 智士
智士（さとし、1988年4月9日 - ）は、福岡県北九州市生まれのジャグリングパフォーマー、マジシャン。九州工業大学情報工学部卒。IJA2012年世界大会個人総合部門世界王者。

## 人物・経歴
日本人史上２人目となるIJA世界大会個人総合部門におけるジャグリング世界王者。
代表的な技は、同時に9つものボールを投げる『ナインボール』である。
これはボールジャグリングナンバーズ_(ジャグリング)の技の中では最高級の難易度とされ、日本人では唯一の使い手となる(2014年3月現在)。
水晶などを使ったコンタクトジャグリングによる幻想的な雰囲気を演出するパフォーマンスと、ボールジャグリングなどの観客と共に盛り上がるパフォーマンスの２つを得意としており、そういった観客の心を掴む人柄と演出力が高く評価されている。
また、『ライトアップクラブ・ジャグリング』(プログラムに合わせて様々な色に輝くクラブを音楽に合わせて操る技)を扱うことでも有名。
世界的に見ても使用者が少ない上、演出の緻密さが抜きん出ていることで注目された。
1998年、北九州市立皿倉小学校在学中、コインマジックに興味を持つ。
2006年、九州工業大学にて本格的にマジック、ジャグリングを開始し、パフォーマーとしての道を歩み始める。
2010年以降、同大学卒業後にはプロ・ジャグリングパフォーマーとして地元北九州市を中心にショーを行う。
レストランやBARでマジシャンとしても活動を開始し、客の間近で行うクロースアップ・マジックで高い人気を集めたことで、幾度かのローカルTV出演を果たす。
2012年、IJA世界大会に出場。個人総合部門にて優勝を飾り、初出場ながら日本人史上2人目となる快挙を挙げた。
この時に使用した技が『ナインボール』であるが、日本人が体格的に不利とされるナンバーズ_(ジャグリング)を使用しての優勝であったことで、高い評価を受けた。
現在は九州のみならず、東京ディズニーランドホテルでのショーや東京MXテレビへの出演を行うなど、関東でも精力的にジャグリングパフォーマンスを行っている。
ジャグリングの他、催眠術や心理学に関する造詣も深い。
また、その知識を活かして自らの上達論について講演を行ったこともあり、好評を博した。